# Jokosuka MXY7

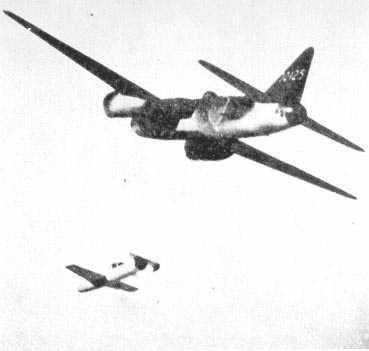
G4M2E Model 24 Tei vypouští Óku

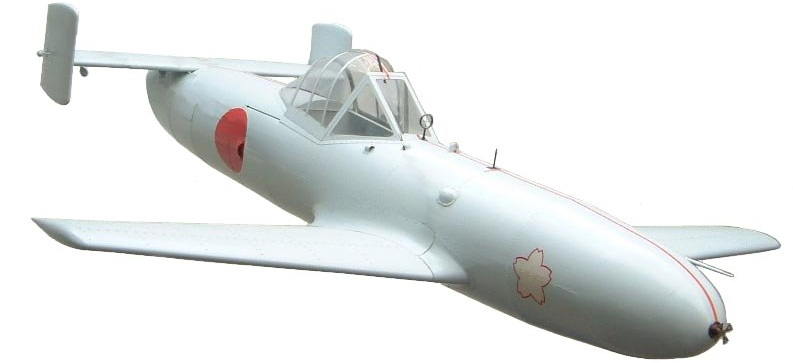
Model Óky

Jokosuka MXY-7 Óka (japonsky: 桜花, Óka, někdy nestandardně přepisováno i jako Ohka; česky: Třešňový květ) byl raketový sebevražedný letoun japonského císařského námořního letectva používaný v závěru druhé světové války v Tichomoří. Američané mu přezdívali Baka (japonský pojem pro šílence). Všechny varianty stroje měly na přední části trupu emblém třešňového květu.

## Vývoj

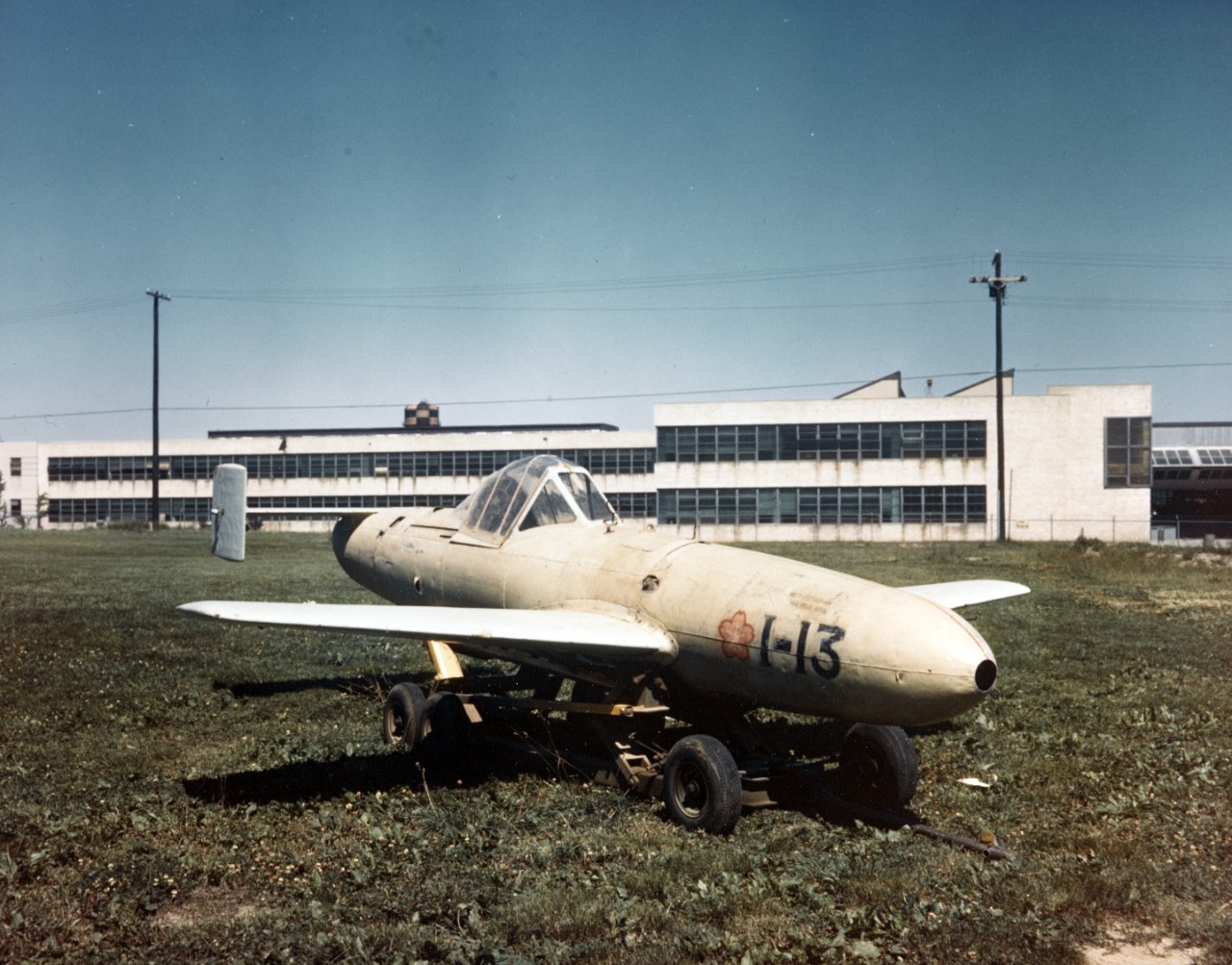
Jokosuka MXY-7 Óka, která byla ukořistěna v neporušeném stavu námořní pěchotou na Okinawě. Fotografováno během studia odborníky z N.A.M. Navy Air Material Unit 26. června 1945

V roce 1944 vyvinula japonská firma Jokosuka speciální sebevražedný letoun MXY-7 Óka. První bezmotorový let byl proveden 23. října 1944 na letišti v Sagami klouzavým letem do moře bez pilota, o měsíc později byly na letiši Kašima zahájeny testy s raketovým pohonem. Jednalo se o pilotovanou pumu obsahující 1200 kg trhaviny (trinitroaminolu). Letounek měl tři raketové motory na tuhé palivo, které mohly po dobu deseti sekund vyvinout statický tlak 800 kp. Óku vynášel těžký dvoumotorový bombardér G4M2e model 24 Tei („Betty“) v pumovnici bez dveří. Zhruba ve vzdálenosti 80 km od cíle ve výšce 8000 m se Óka odpoutala od nosného bombardéru a pomocí raketových motorů dosáhla rychlosti přesahující 900 km/h. Poté nastal rychlý bezmotorový let, při němž pilot navedl letoun na cíl, přičemž mohl zapnout dle potřeby pohonné rakety.
Na sériové výrobě se podílela řada subdodavatelů. Trup včetně instalace motorů i hlavice produkovaly dílny společnosti Kanagawa K. K., křídlo a ocasní plochy byly vyráběny firmou Fudži Hikóki K. K., detaily a odlévané díly pocházely z regionů Ósaka, Hirošima a Tokio. Kompletaci Óky zajišťoval 1. námořní letecký arzenál v Jokosuce, model 11 kompletoval v sérii 600 kusů také 1. námořní letecký arzenál v Kasumigaře.

## Nasazení
K prvnímu použití sebevražedného letounu došlo 21. března 1945 jednotkou kaigun kókútai 721 pod velením Motoharua Okamury. Určeným cílem byla operační skupina 58.1, která se skládala z letadlových lodí USS Hornet (CV-12), USS Bennington (CV-20) a USS Wasp (CV-18) spolu s lehkou letadlovou lodí USS Belleau Wood (CVL-24), doprovázených dvěma bitevními loděmi, čtyřmi křižníky a dvaceti torpédoborci. Ani jeden nosič G4M2e se však nedostal natolik blízko k cíli, aby mohl vypustit sebevražednou letounovou pumu Óka.
První úspěšné nasazení MXY-7 proběhlo 1. dubna 1945 při bojích o Okinawu, kdy byla zasažena bitevní loď USS West Virginia do jedné z hlavních dělových věží.
Třetí nasazení letounů Óka bylo provedeno 12. dubna proti uskupení lodí v blízkosti Okinawy. První zásah s Ókou v tento den se zdařil Saburo Dohimu, kterému bylo přiznáno potopení americké bitevní lodě. Totéž bylo přiznáno i dalšímu pilotovi MXY-7, jehož nosný letoun před svým sestřelením rádiem oznámil přímý zásah jednoho z těchto plavidel. Další dvě G4M2e, které rovněž skončily v moři, oznámily zásah blíže neurčených nepřátelských válečných lodí. Záznamy amerického námořnictva však tyto zásahy nepotvrzují. Dalším, tentokrát potvrzeným úspěšným nasazením z tohoto dne, se stalo potopení poškozeného radarového výstražného torpédoborce USS Mannert L. Abele. Torpédoborec USS Jeffers, přivolaný na záchranu trosečníků z Abele, se stal terčem útoku další Óky. Přestože byl sebevražedný raketový letoun sestřelen protiletadlovou palbou, následný výbuch na mořské hladině 50 m od torpédoborce byl natolik silný, že poškodil horní palubu a Jeffers byl nucen opustit oblast a odplout k opravám. Dalším napadeným plavidlem se stal torpédoborec USS Stanly, který byl poškozen po útoku dvou MXY-7.
14. dubna bylo proti lodím u Okinawy nasazeno dalších devět nosičů Ók, avšak z této operace se nevrátila ani jedna G4M2e a celá akce tak skončila neúspěchem. O dva dny později proti tomuto uskupení lodí vzlétlo více než sto letounů kamikaze, včetně šestnácti G4M2e, zásah Ókou však opět nebyl hlášen. Stejným výsledkem skončilo i nasazení čtyř nosičů MXY-7 28. dubna.
4. května 1945 úspěšně navedl svou letounovou pumu praporčík Susumu Ohaši na lehkou minonosku USS Shea. Bojová hlavice explodovala na pravé straně můstku a usmrtila 27 členů posádky, 91 bylo zraněno. Další poškození Ókou v oblasti Okinawy zaznamenala v tento den minolovka USS Gayety, v jejíž blízkosti vybuchl další raketový letoun.
Závěrečného úspěchu dosáhly MXY-7 11. května, kdy společně se stovkou kamikaze zamířily k Okinawě čtyři letouny G4M2e. Jedna vypuštěná Óka zasáhla předchozím útokem poškozený torpédoborec Hugh W. Hadley, který tak byl neopravitelně poškozen. 25. května skončilo neúspěchem z důvodu špatných meteorologických podmínek nad Okinawou nasazení 11 nosičů Ók.
Poslední akce proběhla 22. června 1945, při které Japonci vyslali k americkému loďstvu šest nosičů pilotovaných pum bez nahlášených zásahů.
Celkem bylo vyrobeno 755 kusů plus 45 bezmotorových kusů verze K-1, která byla určena pro výcvik. Většina z těchto pilotovaných pum sice nebyla operačně nasazena, ale ty, které byly vyslány na sebevražedné mise, napáchaly nemalé škody.

## Verze
Model 11

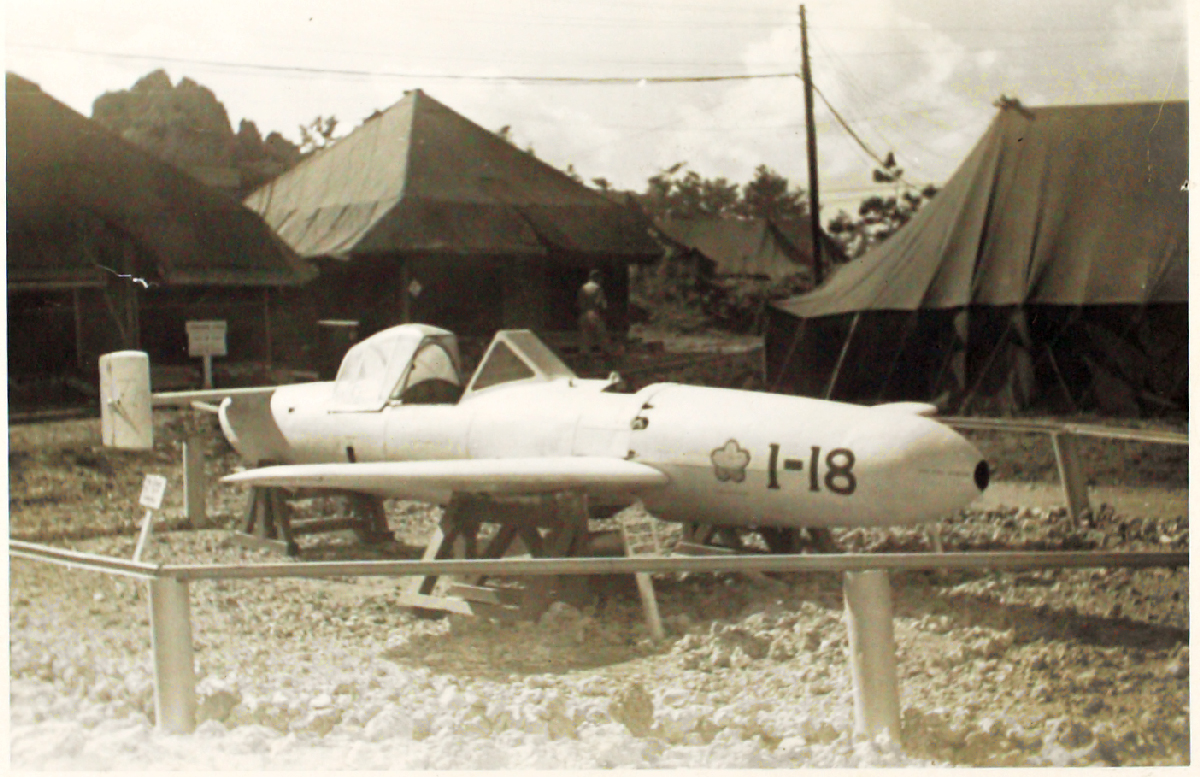
Jokosuka MXY-7

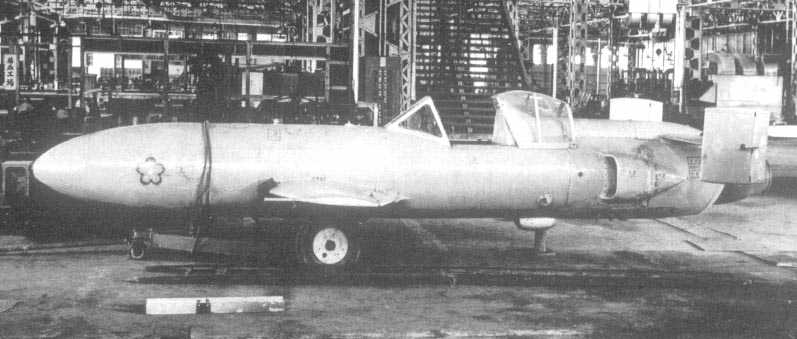
Jokosuka MXY-7 Óka

- základní verze s dřevěnými křídly, jediná využitá v operačním nasazení

Model 22
- Verze s prodlouženým trupem a zmenšeným rozpětím křídla. Na bocích trupu byly instalovány dva lapače vzduchu pro motokompresorovou pohonnou jednotku TSU-11. Tento motor vycházel z koncepce italského konstruktéra Campiniho, který využíval ke stlačení vzduchu v kompresorové části pístový invertní čtyřválec Hitaši GK4A Hacukaze 11 o výkonu 81 kW. Celá jednotka pak dávala tah 1,9 kN. První pilotovaný let modelu 22 provedl Kadzutoši Nagano 26. června 1945, druhý pokusný let se uskutečnil 12. srpna. Oba však skončily haváriemi a smrtí pilotů. Model 22 byl zkonstruován v počtu 50 kusů pro nosič Jokosuka P1Y Ginga.

Model 33
- větší verze s motorem Išikawadžima Ne-20 o tahu 5,0 kN, nedokončena

Model 43A
- plánovaná verze se sklápěcími křídly pro vypouštění z ponorek třídy I-400

Model 43B
- Plánovaná verze pro vypouštění z pozemních katapultů, rovněž se sklápěcími křídly, aby mohla být ukryta v jeskyních. Stroj byl koncepčně plánován jako lehký stíhací letoun vyzbrojený dvojicí 30mm kanónů typu 5, poháněný proudovou jednotkou Ne-20 s axiálním kompresorem. Při vzletu měly pomáhat dva raketové motory.

Model 43C
- Další nerealizovaný projekt se zvětšeným rozpětím křídla.

Model 53
- nedokončená verze s motorem Išikawadžima Ne-20, měla být vlečena jako kluzák a vypouštěna v blízkosti cíle[2]

K-1
- Jednomístná bezmotorová verze určená pro výcvik, nebo jen s jedním raketovým motorem a s vodní zátěží na místě bojové hlavice. K-1 byl vybaven také vztlakovými klapkami, které bojové verze neměly instalované. Vyrobeno bylo celkem 45 kusů.

K-1 KAI Wakazakura
- Dvoumístná cvičná verze vyrobená ve dvou exemplářích. Pilotní žák seděl v kabině umístěné v prostoru určeném pro bojovou hlavici. Křídlo o větším rozpětí bylo vybaveno vztlakovými klapkami.

## Specifikace (Model 11)

Jokosuka Óka Model 22

Data z:

### Technické údaje
- Osádka: 1
- Rozpětí křídel: 5,0 m
- Délka: 6,07 m
- Výška: 1,20 m
- Plocha křídel: 6 m²
- Prázdná hmotnost: 440 kg
- Vzletová hmotnost: 2140 kg
- Pohonná jednotka: 3 × raketový motor typ 4-1 model 20 (2,60 kN každý)

### Výkony
- Maximální rychlost: 860 km/h (vodorovný let), 1 000 km/h (střemhlavý let)
- Dolet: 88 km

### Výzbroj
- 1 200 kg výbušniny